# Magdalena Malejevová
Magdalena Malejevová (bulharsky Магдалена Малеева) (* 1. dubna 1975, Sofie) je bývalá bulharská profesionální tenistka, hrající na okruhu WTA v letech 1989 až 2005, na němž vyhrála 10 titulů ve dvouhře a 5 ve čtyřhře. Zúčastnila se tří letních olympijských her v letech 1992 v Barceloně, 1996 v Atlantě a 2000 v Athénách. Na žebříčku WTA byla nejvýše klasifikována ve dvouhře na 4. místě (leden 1996) a ve čtyřhře na 13. místě (únor 2004).
K roku 2011 je nejmladší ženskou mistryní Bulharska ve dvouhře, když se jí stala v roce 1988 ve třinácti letech a čtyřech měsících. Následující sezónu vstoupila do profesionálního tenisu a na prvním turnaji – challengeru ITF v Bari, se probojovala do finále. V sezóně 1990 ji unikl čistý juniorský grandslam, když ve dvouhře zvítězila na třech ze čtyř turnajů – juniorkách Australian Open, French Open a US Open. Roku 1993 obdržela cenu WTA pro hráčku s nejlepším zlepšením na žebříčku. V červnu 1998 podstoupila operaci ramene, která ji z tenisu vyřadila na jedenáct měsíců. V říjnu 2005 ukončila tenisovou kariéru jako poslední ze tří sester. Poté ještě reprezentovala Bulharsko v týmových soutěžích, např. nastoupila do Fed Cupu 2011.
Roku 2004 se provdala za přítele Lubomira Nokova. Mají dceru Julii (nar. 2007) a syna Marka (nar. 2008). Je aktivní v organizaci na ochranu životního prostředí Gorička a spoluvlastní sofijský tenisový klub Malejevových.

## Osobní život
Její dvě sestry byly též profesionálními tenistkami. Všechny tři se prosadily do první desítky žebříčku WTA ve dvouhře. Katerina (nar. 1969) byla nejvýše na 6. místě a Manuela (nar. 1967) na 3. příčce, což je činí výjimečnou rodinou v celé tenisové historii. Matkou je Julia Berberjanová, v 60. letech nejlepší bulharská tenisová hráčka – devítinásobná mistryně země, která pochází z prominentní arménské rodiny. Otec George Malejev byl reprezentantem v basketbalu.

## Tituly na okruhu WTA (15)

### Dvouhra (10)
| Legenda               |
| Grand Slam (0)        |
| WTA Championships (0) |
| Tier I (2)            |
| Tier II (2)           |
| Tier III (3)          |
| Tier IV & V (3)       |
| ITF Titles (1)        |

| Č.  | Datum              | Turnaj                         | Povrch      | Finalistka             | Výsledek      |
| 1.  | 26. července 1992  | San Marino, San Marino         | antuka      | Federica Bonsignoriová | 7–6(3), 6–4   |
| 2.  | 25. září 1994      | Moskva, Rusko                  | koberec (h) | Sandra Cecchiniová     | 7–5, 6–1      |
| 3.  | 9. října 1994      | Zürich, Švýcarsko              | koberec (h) | Nataša Zverevová       | 7–5, 3–6, 6–4 |
| 4.  | 12. února 1995     | Chicago, USA                   | koberec (h) | Lisa Raymondová        | 7–5, 7–6      |
| 5.  | 24. října 1995     | Moskva, Rusko                  | koberec (h) | Jelena Makarovová      | 6–4, 6–2      |
| 6.  | 5. listopadu 1995  | Oakland, USA                   | koberec (h) | Ai Sugijama            | 6–3, 6–4      |
| 7.  | 21. listopadu 1999 | Pattaya City, Thajsko          | tvrdý       | Anne Kremerová         | 4–6, 6–1, 6–2 |
| 8.  | 5. prosince 1999   | Cergy-Pontoise, Francie        | tvrdý (h)   | Seda Noorlanderová     | 6–1, 6–4      |
| 9.  | 22. dubna 2001     | Budapešť, Maďarsko             | antuka      | Anne Kremerová         | 3–6, 6–2, 6–4 |
| 10. | 6. října 2002      | Moskva, Rusko                  | koberec (h) | Lindsay Davenportová   | 5–7, 6–3, 7–6 |
| 11. | 15. června 2003    | Birmingham, Spojené království | tráva       | Šinobu Asagoe          | 6–1, 6–4      |

### Čtyřhra (5)
- 2005 - Gold Coast (spoluhráčka Jelena Lichovcevová)
- 2003 - Miami (Liezel Huberová)
- 2003 – Varšava (Liezel Huberová)
- 2002 - Antverpy (Patty Schnyderová)
- 1991 - Bol (Laura Golarsová)

## Vzájemné zápasy proti hráčkám TOP 10
Vzájemné zápasy s hráčkami, které byly někdy klasifikovány v první desítce žebříčku WTA (tučně světové jedničky).
- Chanda Rubinová 7–1
- Mary Pierceová 4–2
- Arantxa Sánchezová Vicariová 4–5
- Ai Sugijama 4–7
- Brenda Schultzová-McCarthyová 3–1
- Alicia Moliková 3–2
- Paola Suárezová 3–2
- Helena Suková 3–2
- Venus Williamsová 3–3
- Lindsay Davenportová 3–3
- Patty Schnyderová 3–4
- Anke Huberová 3–6
- Sandrine Testudová 2–0
- Zina Garrisonová 2–1
- Lori McNeilová 2–1
- / Nataša Zverevová 2–1
- Julie Halardová-Decugisová 2–1
- Jelena Dementěvová 2–2
- Pam Shriverová 2–2
- Karina Habšudová 2–3
- / Martina Navrátilová 2–4
- Nathalie Tauziatová 2–7
- Jennifer Capriatiová 2–8
- Flavia Pennettaová 1–0
- Marion Bartoliová 1–0
- Gabriela Sabatini 1–0
- Barbara Paulusová 1–1
- / Jelena Dokićová 1–1
- Dominique Monamiová 1–1
- Anna Kurnikovová 1–1
- Francesca Schiavoneová 1–1
- / Jelena Jankovićová 1–1
- Kimiko Dateová 1–2
- Anna Čakvetadzeová 1–2
- Mary Joe Fernándezová 1–3
- Daniela Hantuchová 1–3
- Justine Heninová 1–3
- Amanda Coetzerová 1–4
- Iva Majoliová 1–4
- // Monika Selešová 1–4
- Anastasija Myskinová 1–4
- Jana Novotná 1–5
- Amélie Mauresmová 1–6
- Conchita Martínezová 1–11
- Barbara Schett 0–1
- Dinara Safinová 0–1
- Naděžda Petrovová 0–2
- / Manuela Malejevová 0–2
- Světlana Kuzněcovová 0–2
- Katerina Malejevová 0–4
- Serena Williamsová 0–4
- Martina Hingisová 0–5
- Kim Clijstersová 0–6
- Steffi Grafová 0–8